# Bolje je hrvatski!
Bolje je hrvatski! je mrežna stranica Instituta za hrvatski jezik i jezikoslovlje. Na stranici se nalaze prijedlozi hrvatskih zamjena za riječi stranog podrijetla i tuđice koje su neprilagođene ušle u uporabu u književni hrvatski jezik. Glavno nastojanje stranice je da se za sve brojnije posuđenice i tuđice u hrvatskom jeziku zamijene odgovarajućom hrvatskom riječju. 
Prijedlozi hrvatskih zamjena su primjereniji za uporabu u jezičnoj komunikaciji zato što se gotovo svaka strana riječ može jednako dobro izraziti i na hrvatskom jeziku. Nadanje ove stranice je da će doprinijeti njegovanju hrvatskog jezika i jačanje svijesti o važnosti njegova očuvanja i promicanja u Republici Hrvatskoj.

## Zamjene

### Pokretanje stranice
Stranicu je pokrenuo Instituta za hrvatski jezik i jezikoslovlje u ožujku 2015. godine zbog velikog broja neprilagođenih anglizama u hrvatskome jeziku. Nova mrežna stranica je predstavljena krajem Mjeseca hrvatskog jezika. Same riječi predlažu zaposlenici Odjela za hrvatski standardni jezik, ali i sami građani mogu predložiti nove riječi. Potrebno je upisati stranu riječ koja se treba zamijeniti, hrvatsku zamjenu, ime i prezime te e-adresu kako bi se moglo stupiti u kontakt s osobom koja je riječ predložila.

### Riječi
Svakog mjeseca na stranicu se postavlja novih pet hrvatskih riječi za neprilagođene anglizme. Traže se zamjene za neprilagođene anglizme u hrvatskom jeziku, i predlažu se hrvatske zamijene koje me moraju biti jedna riječ kao i neprilagođene zamjene. Do srpnja 2016. godine zamijenjeno je 86 neprilagođenih anglizama u hrvatskom jeziku. Prvih pet zamijenjenih riječi bile su:
in house >> preraspodjela; u kući; za kuću
revolving door >> kružna vrata
spin-off tvrtka >> tvrtka kći
start-up tvrtka >> razvojna tvrtka
outsourcing >> izdvajanje (posla)